# 朗斯達夫道
朗斯達夫道（英語：Langstaff Road），正式稱為約克區72號區道（York Regional Road 72），是加拿大安大略省旺市的一條道路。
該道路走線有兩次中斷：第一次是在基爾街與珍街之間，因該處有加拿大國家鐵路調車場；第二次是在伊斯靈頓路與27號公路之間，因漢伯河位於該處。
道路名稱可能與當地早期居民約翰·朗斯達夫有關。